# Avenue Boudon
L'avenue Boudon est une voie du 16e arrondissement de Paris, en France.

## Situation et accès
L'avenue Boudon est une voie publique située dans le 16e arrondissement de Paris. Elle débute au 43, rue Jean-de-La-Fontaine et se termine au 12, rue George-Sand.
Le quartier est desservi par la ligne 10 à la station Église d'Auteuil.

## Origine du nom
Elle porte le nom du créateur de la voie, M. Boudon.

## Historique
L’année de sa dénomination n’est pas connue mais la plus ancienne mention de l’avenue, dans la presse, date de 1862 : « M. Louis-Antoine Anatole Boudon, directeur de la Compagnie d’assurances maritimes Le Triton, demeurant à Paris, avenue Boudon, 7 ».
La voie est classée, alignée et nivelée en 1932. Une partie de cette avenue qui formait un coude et débouchait rue La Fontaine a été absorbée par la rue George-Sand.